# 赫梅利夫卡 (舍佩蒂夫卡區)
50°15′39″N 27°22′26″E / 50.26083°N 27.37389°E
赫梅利夫卡（烏克蘭語：Хмелівка），是烏克蘭的村落，位於該國西部赫梅利尼茨基州，由舍佩蒂夫卡區負責管轄，面積0.34平方公里，海拔高度242米，2001年人口63，人口密度每平方公里1,852.9人。